# 2012年ロンドンオリンピックのハイチ選手団
2012年ロンドンオリンピックのハイチ選手団（2012ねんロンドンオリンピックのハイチせんしゅだん）は、2012年7月27日から8月12日までイギリスのロンドンで開催されたロンドンオリンピックハイチ選手団の名簿。

## 選手団
- 人員: 選手 5人
- 開会式旗手: Linouse Desravine

## 種目別選手・スタッフ名簿及び成績

### 陸上競技
- Moise Joseph（男子800m）1分48秒46 予選敗退
- Jeffrey Julmis（男子110m障害）13秒87 予選敗退
- Samyr Laine（男子三段跳び）16.65m 決勝
- Marlena Wesh
  - （女子200m）棄権
  - （女子400m）52秒49 準決勝敗退

### 柔道
- Linouse Desravine（女子52kg級）第1回戦敗退